# Dia de la Victòria a Europa
|  | Per a altres significats, vegeu «Dia de la Victòria (Europa Oriental)». |

El Primer ministre del Regne Unit, Winston Churchill, saluda a una multitud congregada a Londres durant el Dia de la Victòria.

El Dia de la Victòria a Europa (Victory in Europe Day en anglès, escurçat com V-E Day) commemora el 8 de maig de 1945 en què les Potències Aliades acceptaren formalment la rendició incondicional de l'Alemanya Nazi durant la Segona Guerra Mundial. La rendició formal es feu l'endemà, 9 de maig, dia de la retirada de les tropes nazis de les Illes Anglonormandes i dia en què es commemora la Victòria en el Front Oriental.
Després del suïcidi de Hitler durant la batalla de Berlín, fou el seu successor Karl Dönitz qui autoritzà la rendició que fou firmada el 7 de maig al quarter general aliat a Reims i ratificat a Berlín l'endemà.
La desfeta de l'Alemanya Nazi fou un important motiu de celebració en diverses ciutats del món occidental. A Londres hi hagué grans manifestacions entre Trafalgar Square i el Palau de Buckingham on Winston Churchill i Jordi VI del Regne Unit aparegueren per saludar la multitud. Als Estats Units la celebració va estar marcada pel record de qui fou president durant la guerra, Franklin Delano Roosevelt que havia mort menys d'un mes abans, el 12 d'abril per un infart cerebral.

## Països a on se celebra el Dia de la Victòria a Europa el 8 de maig
- Eslovàquia
- República Txeca
- Polònia
- Noruega
- França